# Paolo Strati
Paolo Strati (La Spezia, 1907 – ...) è stato un calciatore italiano, di ruolo portiere.

## Carriera
Nasce a La Spezia nel 1907. Cresciuto nella Virtus Spezia, nel 1926 passa allo Spezia dove gioca per nove stagioni, vincendo il campionato di Prima Divisione Nord 1928-1929 e debuttando in Serie B nella stagione 1929-1930.
In cinque campionati cadetti totalizza tra i pali della formazione ligure 107 presenze.